# Coupe baltique de football 2022
Navigation
Édition précédente Édition suivante
La Coupe baltique de football 2022 est la 29e édition de la Coupe baltique. La compétition se déroule du 16 novembre 2022 au 19 novembre 2022. La compétition réunit les trois nations des pays baltes et l'Islande qui a été invitée.
En cas de match nul à l'issue du temps réglementaire, les équipes se départagent directement par une séance de tirs au but.

## Phase finale[4]
|  | Demi-finales         | Demi-finales      |           |           | Finale            | Finale            |
|  | Demi-finales         | Demi-finales      |           |           | Finale            | Finale            |
|  |                      |                   |           |           |                   |                   |
|  | 16 novembre, Riga    | 16 novembre, Riga |           |           | 19 novembre, Riga | 19 novembre, Riga |
|  | 16 novembre, Riga    | 16 novembre, Riga |           |           | 19 novembre, Riga | 19 novembre, Riga |
|  | Lettonie             | 1 tab (5)         |           |           | 19 novembre, Riga | 19 novembre, Riga |
|  | Lettonie             | 1 tab (5)         |           |           | 19 novembre, Riga | 19 novembre, Riga |
|  | Estonie              | 1 tab (3)         |           |           | 19 novembre, Riga | 19 novembre, Riga |
|  | Estonie              | 1 tab (3)         | Lettonie  | 1 tab (7) |                   |                   |
|  | 16 novembre, Kaunas  |                   | Lettonie  | 1 tab (7) |                   |                   |
|  |                      | Islande           | 1 tab (8) |           |                   |                   |
|  | Lituanie             | Islande           | 1 tab (8) | 0 tab (5) |                   |                   |
|  | Lituanie             |                   |           | 0 tab (5) |                   |                   |
|  | Islande              | 0 tab (6)         |           |           |                   |                   |
|  | Islande              | 0 tab (6)         | 3e place  |           |                   |                   |
|  |                      |                   |           |           |                   |                   |
|  | 19 novembre, Tallinn |                   |           |           |                   |                   |
|  |                      |                   |           |           |                   |                   |
|  | Estonie              | 2                 |           |           |                   |                   |
|  | Estonie              | 2                 |           |           |                   |                   |
|  | Lituanie             | 0                 |           |           |                   |                   |
|  | Lituanie             | 0                 |           |           |                   |                   |

## Résultats

### Demi-finales
| demi-finales                       | Lettonie                                                   | 1 - 1             | Estonie                           | Stade Daugava, Riga                                |                                                    |
| 16 novembre 2022 19h00 (UTC+02:00) | Krollis 45+2e                                              | (1 - 1)           | 2e Zenjov                         | Spectateurs : 1 657 Arbitrage : Robertas Valikonis | Spectateurs : 1 657 Arbitrage : Robertas Valikonis |
| 16 novembre 2022 19h00 (UTC+02:00) | Savaļnieks 16e, 90+2e                                      | Rapport           |                                   | Spectateurs : 1 657 Arbitrage : Robertas Valikonis | Spectateurs : 1 657 Arbitrage : Robertas Valikonis |
| 16 novembre 2022 19h00 (UTC+02:00) | J. Ikaunieks · Zjuzins · Jaunzems · D. Ikaunieks · Stuglis | Tirs au but 5 - 3 | Mets · Vassiljev · Zenjov · Sorga | Spectateurs : 1 657 Arbitrage : Robertas Valikonis | Spectateurs : 1 657 Arbitrage : Robertas Valikonis |

| demi-finales                       | Lituanie                                                                | 0 - 0             | Islande                                                                  | Stade S.-Darius-et-S.-Girėnas, Kaunas |                              |
| 16 novembre 2022 19h00 (UTC+02:00) |                                                                         | (0 - 0)           |                                                                          | Arbitrage : Andris Treimanis          | Arbitrage : Andris Treimanis |
| 16 novembre 2022 19h00 (UTC+02:00) |                                                                         | Rapport           | 81e, 84e Magnússon ·                                                     | Arbitrage : Andris Treimanis          | Arbitrage : Andris Treimanis |
| 16 novembre 2022 19h00 (UTC+02:00) | Girdvainis · Gineitis · Novikovas · Golubickas · Baravykas · Žebrauskas | Tirs au but 5 - 6 | A. Guðjohnsen · Þórðarson · Sigurðsson · Anderson · Ingason · Þrándarson | Arbitrage : Andris Treimanis          | Arbitrage : Andris Treimanis |

### Petite finale
| petite finale                      | Estonie                  | 2 - 0   | Lituanie | A. Le Coq Arena, Tallinn                               |                                                        |
| 19 novembre 2022 16h00 (UTC+02:00) | Zenjov 65e · Peetson 89e | (0 - 0) |          | Spectateurs : 1 563 Arbitrage : Vitālijs Spasjoņņikovs | Spectateurs : 1 563 Arbitrage : Vitālijs Spasjoņņikovs |
| 19 novembre 2022 16h00 (UTC+02:00) | Rapport                  |         |          | Spectateurs : 1 563 Arbitrage : Vitālijs Spasjoņņikovs | Spectateurs : 1 563 Arbitrage : Vitālijs Spasjoņņikovs |

### Finale
| finale                             | Lettonie                                                                                        | 1 - 1             | Islande                                                                                                | Stade Daugava, Riga                            |                                                |
| 19 novembre 2022 16h00 (UTC+02:00) | Cigaņiks 67e                                                                                    | (0 - 0)           | 62e (pen.) Jóhannesson                                                                                 | Spectateurs : 997 Arbitrage : Joonas Jaanovits | Spectateurs : 997 Arbitrage : Joonas Jaanovits |
| 19 novembre 2022 16h00 (UTC+02:00) | Krollis 27e                                                                                     | Rapport           | | Spectateurs : 997 Arbitrage : Joonas Jaanovits | Spectateurs : 997 Arbitrage : Joonas Jaanovits |
| 19 novembre 2022 16h00 (UTC+02:00) | J. Ikaunieks · Zjuzins · D. Ikaunieks · Jaunzems · Stuglis · Sorokins · Cigaņiks · Cernomordijs | Tirs au but 7 - 8 | Jóhannesson · S. Guðjohnsen · Helgason · Sigurðsson · Þórðarson · Þrándarson · Ellertsson · Grétarsson | Spectateurs : 997 Arbitrage : Joonas Jaanovits | Spectateurs : 997 Arbitrage : Joonas Jaanovits |

## Vainqueur
| Vainqueur Coupe Baltique 2022 Islande 1er titre |